# Gouvernement Luxon
Nouvelle-Zélande
Hipkins 
Le gouvernement Luxon — appelé également sixième gouvernement national de Nouvelle-Zélande (en anglais : Sixth National Government of New Zealand) — est le gouvernement de la Nouvelle-Zélande depuis le 27 novembre 2023. Dirigé par le Premier ministre Christopher Luxon du Parti national, il s'agit d'un gouvernement de coalition comprenant le Parti national, ACT New Zealand et la Nouvelle-Zélande d'abord.
Après les élections législatives du 14 octobre 2023, les négociations de coalition entre les trois partis ont pris fin le 24 novembre, et le nouveau gouvernement a été assermenté par la gouverneur général le 27 novembre.
Il est considéré comme le gouvernement « le plus à droite en près de quarante ans ».

## Historique

### Élections législatives de 2023
Les élections législatives de 2023 voient comme attendue au vu des sondages, le Parti travailliste connaître un net recul, perdant la majorité absolue pour glisser à la seconde place. Ne disposant pas des alliés nécessaires pour former une coalition malgré la progression du Parti vert et du Parti māori, le Premier ministre Chris Hipkins appelle dans la soirée son homologue du Parti national, Christopher Luxon, pour reconnaitre sa défaite. Arrivé en tête, ce dernier est quant à lui capable de former une coalition avec ACT New Zealand, également en hausse pour obtenir la majorité. Avec 60 sièges sur 123, Luxon est jugé susceptible d'obtenir le soutien direct ou sans participation de Nouvelle-Zélande d'abord à son gouvernement. Comme en 2011, la formation de Winston Peters parvient à faire une nouvelle fois son retour à la Chambre des représentants, après avoir perdu tous ses sièges trois ans plus tôt,,.

### Formation du gouvernement
Après trois semaines de négociations, Christopher Luxon, David Seymour et Winston Peters annoncent ensemble le 24 novembre la formation d'un gouvernement de coalition de leurs trois partis. Christopher Luxon obtient le poste de Premier ministre, tandis que Winston Peters obtient celui de vice-Premier ministre pour les dix-huit premiers mois de la législature 2023-2026, David Seymour devant lui succéder pour les dix-huit derniers. Le gouvernement Luxon prend ses fonctions le 27 novembre 2023.

## Composition initiale
Le cabinet est annoncé le 24 novembre 2023 et se compose de 20 membres, 14 du Parti national, 3 de l'ACT et 3 de la Nouvelle-Zélande d'abord (NZ First). Il est remarqué pour être le premier gouvernement du pays à avoir trois partis au sein du cabinet. Cinq autres députés nationaux siègent en dehors du Cabinet, ainsi que deux députés ACT et un député NZ First,.
Une première également est le partage du rôle de vice-premier ministre pour la durée du mandat, Winston Peters occupant ce poste jusqu'au 31 mai 2025. David Seymour assume ensuite ce poste jusqu'à la fin du mandat.

### Ministres membre du cabinet
| Fonction | Titulaire | Titulaire | Titulaire         | Parti    |
| --- | --------- | --------- | ----------------- | -------- |
| Premier ministre Ministre de la Sécurité nationale et du Renseignement Ministre responsable des services ministériels |           |           | Christopher Luxon | National |
| Vice-Premier ministre (jusqu'au 31 mai 2025) Ministre des Affaires étrangères Ministre des Courses |           |           | Winston Peters    | NZ First |
| Vice-Premier ministre (à partir du 31 mai 2025) Ministre de la Réglementation Ministre associé à l'Éducation (partenariats scolaires) Ministre associé des Finances Ministre associé à la Santé (pharmacie)                                |           |           | David Seymour     | ACT      |
| Ministre des Finances Ministre du Service public Ministre de l'Investissement social Ministre associé au Changement climatique |           |           | Nicola Willis     | National |
| Ministre de l'Éducation Ministre de l'Immigration |           |           | Erica Stanford    | National |
| Ministre de la Justice Ministre de la Culture et du Patrimoine Ministre des Entreprises d'État Ministre des Négociations relatives au traité de Waitangi                                                                                   |           |           | Paul Goldsmith    | National |
| Leader de la Chambre Ministre du Logement Ministre de l'Infrastructure Ministre responsable de la réforme du RMA Ministre des Sports et des Loisirs Ministre associé des Finances                                                          |           |           | Chris Bishop      | National |
| Ministre de la Santé Ministre des Peuples du Pacifique |           |           | Shane Reti        | National |
| Vice-leader de la Chambre Ministre de l'Énergie Ministre du Gouvernement local Ministre des Transports Ministre pour Auckland |           |           | Simeon Brown      | National |
| Procureure générale Ministre de la Défense Ministre chargé de la numérisation du gouvernement Ministre responsable du GCSB Ministre responsable du NZSIS Ministre de la Science, de l'Innovation et de la Technologie Ministre de l'Espace |           |           | Judith Collins    | National |
| Ministre du Secteur communautaire et bénévole Ministre du Développement social et de l'Emploi Ministre de la Réduction de la pauvreté infantile                                                                                            |           |           | Louise Upston     | National |
| Ministre de l'Intérieur Ministre des Relations professionnelles et de la Sécurité |           |           | Brooke van Velden | ACT      |
| Ministre des Océans et des Pêches Ministre du Développement régional Ministre des Ressources Ministre associé des Finances Ministre de l'Énergie                                                                                           |           |           | Shane Jones       | NZ First |
| Ministre des Services pénitentiaires Ministre de la Gestion des urgences et de la Reconstruction Ministre de la Police |           |           | Mark Mitchell     | National |
| Ministre de la Conservation Ministre des relations entre la Couronne et les Maori Ministre du Développement maori Ministre pour le Whānau Ora (en) Ministre associé du Logement (logement social)                                          |           |           | Tama Potaka       | National |
| Ministre de l'Indemnisation des accidents Ministre de la Santé mentale Ministre du Tourisme et de l'Hospitalité Ministre de la Jeunesse Ministre associé à la Santé Ministre associé au Transport                                          |           |           | Matt Doocey       | National |
| Ministre du Développement économique Ministre des Communautés ethniques Ministre des Médias et des Communications |           |           | Melissa Lee       | National |
| Ministre des Tribunaux Ministre associé à la Justice (armes à feux) |           |           | Nicole McKee      | ACT      |
| Ministre de l'Agriculture Ministre des Forêts Ministre de la Chasse et de la Pêche Ministre du Commerce Ministre associé aux Affaires étrangères                                                                                           |           |           | Todd McClay       | National |
| Ministre des Douanes Ministre des Personnes âgées Ministre associé de la Santé Ministre associé à l'Immigration Ministre associé à la Police                                                                                               |           |           | Casey Costello    | NZ First |

### Ministres non-membres du Cabinet
| Fonction | Titulaire | Titulaire | Titulaire      | Parti    |
| --- | --------- | --------- | -------------- | -------- |
| Ministre du Changement climatique Ministre du Revenu |           |           | Simon Watts    | National |
| Ministre des Enjeux du handicap Ministre de l'Environnement Ministre de l'Enseignement supérieur et des Compétences Ministre associé du Développement social et de l'Emploi |           |           | Penny Simmonds | National |
| Ministre du Bâtiment et de la Construction Ministre de l'Information foncière Ministre des Anciens combattants Ministre associé de l'Agriculture (horticulture)             |           |           | Chris Penk     | National |
| Ministre d'État au Commerce Ministre des Femmes Ministre associé de l'Agriculture (horticulture)                                                                            |           |           | Nicola Grigg   | National |
| Ministre du commerce et de la consommation Ministre des Petites entreprises et de la Fabrication Ministre des Statistiques                                                  |           |           | Andrew Bayly   | National |
| Ministre de la biosécurité Ministre de la Sécurité alimentaire Ministre associé à l'Agriculture (bien-être animal, compétences) Ministre associé à l'Environnement          |           |           | Andrew Hoggard | ACT      |
| Ministre de l'Enfance Ministre de la prévention de la violence familiale et sexuelle                                                                                        |           |           | Karen Chhour   | ACT      |
| Ministre des communautés rurales Ministre associé à l'Agriculture |           |           | Mark Patterson | NZ First |

### Sous-secrétaires parlementaire
| Fonction | Titulaire | Titulaire | Titulaire      | Parti    |
| --- | --------- | --------- | -------------- | -------- |
| Sous-secrétaire parlementaire du Ministre de l'Infrastructure et du ministre responsable de la réforme de la RMA |           |           | Simon Court    | ACT      |
| Sous-secrétaire parlementaire aux Médias et aux Communications et aux Océans et aux Pêches                       |           |           | Jenny Marcroft | NZ First |